# Moncetz-l’Abbaye
Moncetz-l’Abbaye település Franciaországban, Marne megyében. Lakosainak száma 88 fő (2022. január 1.). Moncetz-l’Abbaye Saint-Remy-en-Bouzemont-Saint-Genest-et-Isson, Arrigny, Arzillières-Neuville, Cloyes-sur-Marne, Isle-sur-Marne és Matignicourt-Goncourt községekkel határos.

## Népesség
A település népességének változása:
| Lakosok száma | 110  | 112  | 102  | 108  | 95   | 96   | 95   | 92   | 90   | 88   |
|               | 1968 | 1982 | 1990 | 2006 | 2013 | 2015 | 2017 | 2019 | 2020 | 2022 |